# Меретуков, Казбек Заурбекович
Казбек Заурбекович Меретуков (род. 2 мая 1958, Майкоп, Краснодарский край) — российский кинорежиссёр
, педагог.

## Биография
Казбек Заурбекович Меретуков родился 2 мая 1958 года в Майкопе.
В 1980 году окончил Краснодарский государственный институт культуры (КГИК), затем в 1986 году поступил в Российскую академию театрального искусства (ГИТИС), которую окончил с отличием в 1991 году по специальности «Режиссура драмы», мастерская Бориса Голубовского. В 1992 году окончил высшие режиссёрские курсы при ВГИКе, мастерская Булата Мансурова. В период с 2001 по 2002 годы в соавторстве с Павлом Усаковым написал 2 пьесы: «Заброшенный колодец» и «Судьбу не обмануть». В 2006 году прошел курс «Роль режиссёра в производстве телесериалов» в кинокомпании АМЕДИА. Сейчас занимается педагогической деятельностью. Ведет актёрский курс для начинающих в Школе Драмы Германа Сидакова

## Творчество

### Театральные работы
- «Недоросль», Д. И. Фонвизин
- «Аз и Ферт», П. С. Федоров
- «Беда от нежного сердца», В. А. Соллогуб
- «Жорж Данден», Ж. Б. Мольер
- «Дорогая Елена Сергеевна», Л. Н. Разумовская
- «В рай по дороге в город», Л.Хольберг
- «Мастерская глупостей», В.Туханин, Г.Селигей

### Фильмография

#### Режиссёрские работы
- 2017 — телесериал «Свидетели»
- 2013 — телесериал «Дело врачей»
- 2011 — телесериал «Прокурорская проверка»
- 2010 — телесериал «До суда»
- 2010 — телесериал «Маруся»
- 2010 — «Наши соседи»
- 2008 — «Обручальное кольцо»
- 2007 — «Принцесса цирка»
- 2007 — «Фитиль — А где озеро? | № 386»

#### Актёрские работы
- 2017 — телесериал «Свидетели» — эпизод
- 2016 — телесериал «Адвокат-9» — шеф Литовкина
- 2014 — телесериал «Мент в законе-9» — Спокойный
- 2010 — телесериал «Мент в законе-2» — Лев Аркадьевич Островский
- 2010 — телесериал «Любовь и прочие глупости» — Марк Валентинович
- 2009 — «След» — Денис Карташов

## Награды
Победитель премии ТЭФИ, 2011 в номинации «Телевизионный художественный сериал — телероман/теленовелла» — «Обручальное кольцо»